# Radio Chiemgau
Radio Chiemgau war ein privater Lokalsender mit Sitz in Traunstein, der im Raum Chiemgau sendete. Der Hörfunksender war auf die Zielgruppe 30–49 Jahre ausgelegt und erreichte damit bis zu 10.000 Hörer pro Stunde. Zum 1. Januar 2009 bildete der Sender zusammen mit Untersberg live ein Programm namens Bayernwelle SüdOst. Die Pläne dazu wurden vom Medienrat der BLM am 9. Oktober 2008 genehmigt. 

## Frequenzen
| Senderstation         | Frequenz  | Strahlungs- leistung | Betriebsbeginn    | Betriebsende                                                                                     |
| --------------------- | --------- | -------------------- | ----------------- | ------------------------------------------------------------------------------------------------ |
| Traunstein-Einham     | 99,4 MHz  | 0,5 kW               | 6. Juni 1991      |                                                                                                  |
| Waging am See         | 90,1 MHz  | 0,1 kW               | 14. November 1994 |                                                                                                  |
| Trostberg             | 101,5 MHz | 0,3 kW               | 28. Februar 1997  |                                                                                                  |
| Ruhpolding/Rauschberg | 91,2 MHz  | 0,1 kW               | 1. Januar 2008    | War als Füllfrequenz vorgesehen. Im Zug der Digitalisierung des Senders aber nicht mehr genutzt. |